# Perilasius championi
Perilasius championi är en skalbaggsart som beskrevs av Bates 1880. Perilasius championi ingår i släktet Perilasius och familjen långhorningar.
Artens utbredningsområde är:
- Guatemala.
- Honduras.

Inga underarter finns listade i Catalogue of Life.